# Kanton Le Blanc
Kanton Le Blanc (francouzsky Canton du Blanc) je francouzský kanton v departementu Indre v regionu Centre-Val de Loire. Tvoří ho devět obcí.

## Obce kantonu
- Le Blanc
- Ciron
- Concremiers
- Douadic
- Ingrandes
- Pouligny-Saint-Pierre
- Rosnay
- Ruffec
- Saint-Aigny